# Marshall Munetsi
Marshall Nyasha Munetsi (sinh ngày 22 tháng 6 năm 1996) là một cầu thủ bóng đá người Zimbabwe thi đấu ở vị trí tiền vệ cho Reims ở Pháp và là thành viên của đội tuyển bóng đá quốc gia Zimbabwe.

## Sự nghiệp
Munetsi được ký hợp đồng bởi đội bóng ở National First Division của Nam Phi F.C. Cape Town vào tháng 7 năm 2015. Anh có màn ra mắt chuyên nghiệp vào ngày 26 tháng 9 năm 2015 trong thất bại 3-1 trước Black Leopards, và ghi bàn thắng đầu tiên trong trận derby trước Milano United vào ngày 16 tháng 4 năm 2016, nơi họ kết thúc bằng chiến thắng với tỉ số 1-0.
Anh thử việc ở Orlando Pirates, một trận đấu ở Premier Division, vào tháng 12 năm 2015.

## Thống kê sự nghiệp

### Quốc tế
Tính đến 14 tháng 11 năm 2021
| Zimbabwe  |      |     |
| Năm       | Trận | Bàn |
| 2018      | 9    | 0   |
| 2019      | 10   | 1   |
| 2021      | 3    | 0   |
| Tổng cộng | 22   | 1   |

### Bàn thắng quốc tế
Bàn thắng và kết quả của Zimbabwe được để trước.
| #  | Ngày                | Địa điểm                                         | Đối thủ | Bàn thắng | Kết quả | Giải đấu                 |
| -- | ------------------- | ------------------------------------------------ | ------- | --------- | ------- | ------------------------ |
| 1. | 10 tháng 9 năm 2019 | Sân vận động Thể thao Quốc gia, Harare, Zimbabwe | Somalia | 1–0       | 3–1     | Vòng loại World Cup 2022 |